# مفهوم الإرشاد

## الإرشاد (Mentorship)
هو رعاية أو تأثير أو توجيه أو توجيه يقدمه  المرشد، وهو الشخص الذي يُعلم أو يقدم المساعدة والمشورة إلى شخص أقل خبرة وأصغر في الغالب في الإطار التنظيمي، يؤثر المرشد على النمو الشخصي والمهني للمتدرب.
تتضمن معظم برامج الإرشاد التقليدية وجود موظفين كبار يوجهون عددًا أكبر من الموظفين المبتدئين، لكن ليس بالضرورة أن يكون الموجهون أعلى مرتبة من الأشخاص الذين يوجهونهم. ما يهم هو أن الموجهين لديهم خبرة يمكن للآخرين التعلم منها.
وفقًا لقاموس الأعمال، فإن المرشد هو شخص كبير أو أكثر خبرة يُعَيَّن للعمل كمستشار أو دليل مبتدئ أو متدرب. يكون مسؤول عن تقديم المساعدة والتعليقات إلى الشخص الذي يخضع لإشرافه. يتمثل دور المرشد، وفقًا لهذا التعريف، في استخدام خبرته لمساعدة الموظف المبتدئ من خلال دعمه في عمله ومهنته، وتقديم التعليقات على عمله، والأهم من ذلك، تقديم التوجيه للمتدربين أثناء عملهم في المشاكل والظروف في العمل.
قد يكون التفاعل مع خبير ضروريًا أيضًا لاكتساب الكفاءة في الأدوات الثقافية. تؤثر تجربة الإرشاد وبنية العلاقة على "مقدار الدعم النفسي والاجتماعي والتوجيه المهني ونمذجة الأدوار والتواصل الذي يحدث في علاقات الإرشاد التي يشارك فيها المتدربون والموجهون".
يمكن الإشارة إلى الشخص الذي يتلقى الإرشاد على أنه محمي (ذكر)، أو محمي (أنثى)، أو متدرب، أو متعلم. التوجيه هو عملية تنطوي دائمًا على التواصل وهي قائمة على العلاقات، ولكن تعريفها الدقيق بعيد المنال، مع أكثر من 50 تعريفًا قيد الاستخدام حاليًا.

## التوجيه
هو عملية النقل غير الرسمي للمعرفة ورأس المال الاجتماعي والدعم النفسي والاجتماعي الذي يراه المتلقي على أنه وثيق الصلة بالعمل أو التطور الوظيفي أو المهني ؛ يستلزم التوجيه التواصل غير الرسمي ، عادة وجهاً لوجه وخلال فترة زمنية طويلة ، بين شخص يُنظر إليه على أنه يمتلك قدرًا أكبر من المعرفة أو الحكمة أو الخبرة (المرشد) والشخص الذي يُنظر إليه على أنه يمتلك قدرًا أقل (رعى).
وُجد الإرشاد في أوروبا منذ العصر اليوناني القديم. أصل الكلمة يأتي من "منتور"، ابن "ألكيموس" في ملحمة هوميروس. منذ سبعينيات القرن الماضي، انتشر في الولايات المتحدة بشكل أساسي في سياقات التدريب، المرتبطة بروابط تاريخية مهمة للحركة التي تعمل على تعزيز المساواة في مكان العمل للنساء والأقليات وقد وصفت بأنها "ابتكار في الإدارة الأمريكية".

## خلفية تاريخية
الكلمة مستوحاة من شخصية مينتور في ملحمة هوميروس. على الرغم من تصوير المرشد في القصة على أنه رجل عجوز غير فعال إلى حد ما، إلا أن الإلهة أثينا تفترض ظهوره لتوجيه الشاب Telemachus في وقته الصعب. تشمل أنظمة الإرشاد ذات الأهمية التاريخية تقليد المعلم - التلميذ الذي يمارس في الهندوسية والبوذية، الحكماء، ونظام التلمذة الذي تمارسه اليهودية الحاخامية والكنيسة المسيحية والتدريب المهني في ظل نظام النقابات في العصور الوسطى.
في الولايات المتحدة، قام المدافعون عن المساواة في مكان العمل في النصف الثاني من القرن العشرين بترويج مصطلح "المرشد" ومفهوم الإرشاد الوظيفي كجزء من قاموس رأس المال الاجتماعي الأكبر الذي يتضمن أيضًا مصطلحات مثل السقف الزجاجي والسقف المصنوع من الخيزران، التشبيك، نموذج يحتذى به وحارس البوابة، والذي يعمل على تحديد ومعالجة المشاكل التي تمنع المجموعات غير المسيطرة من النجاح المهني. اعتمدت الأدبيات التجارية السائدة المصطلحات والمفاهيم وروجتها كمسارات للنجاح لجميع المتسلقين المهنيين. لم تكن هذه المصطلحات موجودة في المفردات الأمريكية العامة حتى منتصف التسعينيات.

## الهيئات والمؤهلات المهنية
مجلس التوجيه والتدريب الأوروبي (EMCC) هو الهيئة العالمية الرائدة من حيث إنشاء والحفاظ على مجموعة من الأطر والقواعد والعمليات المتوافقة مع معايير الصناعة للإرشاد ومجالات الإشراف والتدريب ذات الصلة.

## التقنيات
نظرًا لأن التركيز على الإرشاد هو تطوير الشخص بأكمله، فإن التقنيات المستخدمة واسعة وتتطلب الحكمة لاستخدامها بشكل مناسب. وجدت دراسة أجريت عام 1995 عن تقنيات التوجيه الأكثر شيوعًا في الأعمال التجارية أن الأساليب الخمس الأكثر استخدامًا بين الموجهين هي:
- مرافقة: يشارك المرشد في عملية التعلم جنباً إلى جنب مع المتعلم ويدعمه.
- البذر: يعطي المرشد في البداية نصيحة غير واضحة أو غير مقبولة للمتعلم والتي لها قيمة في موقف معين.
- التحفيز: يختار المرشد أن يغرق المتعلم في التغيير لإثارة طريقة تفكير مختلفة أو تغيير في الهوية أو إعادة ترتيب القيم.
- العرض: يقوم المرشد بتعليم المتعلم من خلال إظهار مهارة أو نشاط.
- الحصاد: يقوم المرشد بتقييم وتحديد فائدة وقيمة مهارات المتعلم.

يمكن استخدام تقنيات مختلفة من قبل الموجهين وفقًا للموقف وعقلية المتدرب. يمكن العثور على التقنيات المستخدمة في المنظمات الحديثة في أنظمة التعليم القديمة ، من الأسلوب السقراطي للحصاد إلى المرافقة المستخدمة في التدريب المهني لبناة الكاتدرائية المتجولين خلال العصور الوسطى. ينصح مؤلفو القيادة جيم كوزيس وباريز. بوسنر المرشدين بالبحث عن "لحظات قابلة للتعليم" من أجل "توسيع أو إدراك إمكانات الأشخاص في المؤسسات التي يقودونها" والتأكيد على أن المصداقية الشخصية ضرورية للتوجيه الجيد مثل المهارة.
هناك أنواع مختلفة من المرشدين، مثل:
- موجهون متعددون: هناك اتجاه جديد يتمثل في أن يكون لدى المتعلم مرشدين متعددين. يمكن أن يؤدي وجود أكثر من مرشد واحد إلى توسيع معرفة المتعلم ، حيث قد يكون لدى الموجهين المختلفين نقاط قوة مختلفة.
- المهنة أو المرشد التجاري: هذا هو الشخص الذي يعمل حاليًا في التجارة أو المهنة التي يدخلها المتعلم. إنهم يعرفون الاتجاهات والتغييرات المهمة والممارسات الجديدة التي يجب أن يعرفها القادمون الجدد للبقاء في قمة حياتهم المهنية. معلم مثل هذا سيكون شخصًا يمكن للمتعلم مناقشة الأفكار معه كما يوفر للمتعلم فرصة للتواصل مع أفراد آخرين في التجارة أو المهنة.
- مرشد الصناعة: هذا هو الشخص الذي لا يركز فقط على المهنة ويمكنه إعطاء نظرة ثاقبة للصناعة ككل ، مثل البحث أو التطوير أو التغييرات الرئيسية.
- مرشد المنظمة: السياسة في المنظمات تتغير باستمرار. من المهم أن تكون على دراية بالقيم والاستراتيجيات والمنتجات الموجودة داخل المنظمة ومتى تتغير. يمكن لموجه المنظمة أن يوضح الوضوح عند الحاجة ، على سبيل المثال، في المهام والاستراتيجيات.
- مرشد عملية العمل: يمكن لهذا المرشد أن يختصر الأعمال غير الضرورية، ويشرح "خصوصيات وعموميات" المشاريع والمهام اليومية، ويقضي على الأشياء غير الضرورية في يوم عمل المتعلم. يمكن لهذا المرشد أن يساعد في إنهاء المهام بسرعة وكفاءة.
- مرشد تقني: لقد تحسنت التكنولوجيا بسرعة وأصبحت جزءًا من المعاملات اليومية داخل الشركات. يمكن للمرشد التكنولوجي المساعدة في الأعطال الفنية، وتقديم المشورة بشأن الأنظمة التي قد تعمل بشكل أفضل مما يستخدمه المتعلم حاليًا، وتدريبهم على استخدام التكنولوجيا الجديدة.

## أنواع الإرشاد

### الإرشاد الرسمي
يتم إنشاء علاقات التوجيه الرسمية من قبل وحدة إدارية أو مكتب في شركة أو مؤسسة، والتي تلتمس وتوظف الأفراد المؤهلين الراغبين في التوجيه، وتوفر التدريب للموجهين ، وتساعد على مطابقة الموجهين مع شخص يحتاج إلى التوجيه. بينما تحتوي أنظمة التوجيه الرسمية على العديد من العناصر الهيكلية والإرشادية، فإنها عادة ما تسمح للموجه والمتعلم بلعب دور فعال في اختيار من يريدون العمل معه. إن برامج التوجيه الرسمية التي تقوم ببساطة بتعيين موجهين للمتدربين دون السماح بمدخلات من هؤلاء الأفراد لم تحقق أداءً جيدًا. على الرغم من أن المرشد والموجه قد يبدوان متطابقين تمامًا "على الورق" ، إلا أنه من الناحية العملية قد يكون لهما أساليب عمل أو تعلم مختلفة. على هذا النحو، فإن إعطاء المرشد والمتدرب الفرصة للمساعدة في اختيار من يريدون العمل معه هو نهج مستخدم على نطاق واسع. على سبيل المثال، تخصص برامج توجيه الشباب الأطفال المعرضين للخطر أو الشباب الذين يفتقرون إلى القدوة والجهات الراعية لموجهين يعملون كنماذج يحتذى بها ورعاة.
في مجال الأعمال التجارية، يعد التوجيه الرسمي واحدًا من العديد من استراتيجيات إدارة المواهب التي تُستخدم لتهيئة الموظفين الرئيسيين، والخريجين المعينين حديثًا، والموظفين ذوي الإمكانات العالية ، وقادة المستقبل. غالبًا ما يتم إجراء المطابقة بين الموجهين والمتدربين بواسطة منسق توجيه بمساعدة سجل قاعدة بيانات محوسب، والذي يقترح عادةً المطابقات بناءً على نوع الخبرة والمؤهلات المطلوبة.
هناك برامج توجيه رسمية موجهة نحو القيم، بينما يركز التوجيه الاجتماعي وأنواع أخرى بشكل خاص على التطوير الوظيفي. تقدم بعض برامج الإرشاد كلا من الدعم الاجتماعي والمهني. في برامج التوجيه الرسمية المصممة جيدًا، هناك أهداف البرنامج والجداول الزمنية والتدريب (لكل من الموجهين والمتدربين) والتقييم.

### الإرشاد غير الرسمي
يحدث التوجيه غير الرسمي دون استخدام التوظيف المنظم وتدريب الموجهين والخدمات المطابقة. يمكن أن تتطور بشكل طبيعي بين الشركاء، مثل مواقف الشبكات التجارية حيث يلتقي فرد أكثر خبرة بموظف جديد ويقيم الاثنان علاقة. بصرف النظر عن هذه الأنواع ، يأخذ التوجيه بنية ثنائية في العلوم والتكنولوجيا والهندسة والرياضيات والطب (STEMM).

### النماذج
هناك أنواع عديدة من علاقات التوجيه من المدرسة أو العلاقات المجتمعية إلى علاقات التوجيه الإلكتروني. تختلف علاقات التوجيه هذه ويمكن أن تتأثر بنوع علاقة التوجيه.] هناك العديد من النماذج التي تم استخدامها لوصف وفحص العلاقات الفرعية التي يمكن أن تظهر: على سبيل المثال، تصف سيندي بويل كيف يمكن أن تتطور علاقات التوجيه:
- نموذج الاستنساخ: يعلم المرشد المتعلم كما لو كان نسخة منه.
- نموذج الرعاية: يفترض المرشد دور الوالدين لخلق بيئة منفتحة وداعمة حيث يمكن للمتعلم تعلم الأشياء وتجربتها بأنفسهم.
- نموذج الصداقة: يعمل المرشد كزميل أكثر من كونه منخرطًا في علاقة هرمية.
- نموذج التلمذة الصناعية: المرشد والمتعلم لديهما في الغالب علاقة مهنية

### أنواع أخرى
- توجيه الأقران: العلاقات التي تشمل الأفراد في وظائف مماثلة. قد يكون أحد الأشخاص أكثر دراية بجانب معين أو آخر، ويمكنهم مساعدة بعضهم البعض في التقدم في عملهم. في معظم الحالات ، توفر علاقات الأقران الكثير من الدعم والتعاطف والنصيحة لأن المواقف متشابهة تمامًا.
- التوجيه الظرفية: العلاقات قصيرة المدى التي يقوم فيها الشخص بالتوجيه لغرض معين. قد تكون هذه شركة تجلب خبيرًا فيما يتعلق بوسائل التواصل الاجتماعي أو أمان الإنترنت. يمكن لهذا الخبير إرشاد الموظفين لجعلهم أكثر دراية بموضوع أو مهارة معينة.
- التوجيه الإشرافي: تتضمن هذه العلاقة معلمًا بدرجة أعلى من المتعلم. يمكن للمرشد الإجابة على العديد من الأسئلة وتقديم المشورة بشأن أفضل مسار للعمل.
- حلقات التوجيه: يقترح المشاركون من جميع مستويات المنظمة ويمتلكون موضوعًا قبل الاجتماع في مجموعات لمناقشة الموضوع ، مما يحفزهم على النمو وزيادة المعرفة. يعد التوجيه السريع مثاليًا لمواقف مثل التظليل الوظيفي والتوجيه العكسي.
- التوجيه السريع: شكل قصير المدى من التوجيه يركز على الاجتماعات الفردية بدلاً من علاقة التوجيه التقليدية طويلة الأمد.

## الإيجابيات
وجد التحليل التلوي لـ 112 دراسة بحثية فردية أن التوجيه له فوائد سلوكية، ومواقفية، ومتصلة بالصحة، وعلاقاتية، وتحفيزية، ووظيفية كبيرة. بالنسبة للمتعلم، تعتمد هذه الفوائد على الوظائف المختلفة التي يؤديها المرشد. في الأصل ، تم تطوير مفهوم وظائف التوجيه من البحث النوعي في سياق تنظيمي مع وظائف تنتمي إلى عاملين رئيسيين: الدعم النفسي والاجتماعي (على سبيل المثال، تمثيل الأدوار، والصداقة، والدعم العاطفي، والتشجيع) والدعم المرتبط بالوظيفة (مثل تقديم المشورة ومناقشة الأهداف ). وجد نهج كمي مبكر أن نموذج الدور هو عامل ثالث متميز. في التوجيه من أجل نجاح الكلية، تم تحديد الوظيفة الرابعة المتعلقة بنقل المعرفة بالإضافة إلى ذلك، والتي تم اكتشافها أيضًا في سياق توجيه الإبداع.
هناك أيضًا العديد من الفوائد لصاحب العمل لتطوير برنامج إرشاد للموظفين الجدد والحاليين:
- التطوير الوظيفي: إن إعداد برنامج توجيه للتطوير الوظيفي للموظفين يمكّن المنظمة من مساعدة الموظفين المبتدئين على تعلم المهارات والسلوكيات من كبار الموظفين التي يحتاجها الموظفون المبتدئون للتقدم إلى مناصب ذات مسؤولية أعلى. يمكن أن يساعد هذا النوع من برامج التوجيه في مواءمة الأهداف التنظيمية مع الأهداف المهنية الشخصية للموظفين للتقدم داخل المنظمة. يمنح الموظفين القدرة على التقدم مهنيًا ومعرفة المزيد عن عملهم. يمنح هذا التعاون الموظفين أيضًا شعورًا بالتفاعل مع المنظمة ، مما قد يؤدي إلى معدلات استبقاء أفضل وزيادة رضا الموظفين.
- التوجيه ذو الإمكانات العالية: يميل الموظفون الأكثر موهبة في المنظمات إلى صعوبة الاحتفاظ بهم لأنهم عادةً ما يسعون إلى تحديات ومسؤوليات أكبر ومن المرجح أن يغادروا إلى مؤسسة مختلفة إذا لم يشعروا أنهم حصلوا على فرصة للتطور. يمكن أن يساعد إنشاء برنامج توجيه للموظفين ذوي الإمكانات العالية يمنحهم توجيهًا فرديًا من كبار القادة على إشراك الموظفين ، ومنحهم الفرصة للتطور ، وزيادة احتمالية البقاء في المنظمة.
- تنوع أساليب التوجيه: تتمثل إحدى أفضل الطرق للابتكار في جلب أفكار جديدة من كبار الموظفين والقادة من المجموعات الممثلة تمثيلاً ناقصًا (مثل النساء والأقليات العرقية وما إلى ذلك). في العديد من البلدان الغربية ، النساء والأقليات العرقية ممثلات تمثيلا ناقصا بشكل ملحوظ في المناصب التنفيذية ومجالس الإدارة. ومع ذلك ، في بعض المهن التقليدية التي تفصل بين الجنسين ، مثل التعليم والتمريض ، قد تكون المرأة هي الجنس المهيمن في القوة العاملة. يمكن للموجهين من المجموعات الممثلة تمثيلا ناقصا تمكين الموظفين من المجموعات المماثلة لزيادة ثقتهم بقبول مهام ذات مسؤولية أعلى والاستعداد لأدوار قيادية. يمكن أن يمنح تطوير الموظفين من مجموعات متنوعة المنظمة الوصول إلى الأفكار الجديدة ، وأساليب حل المشكلات ، ووجهات النظر. تميل هذه العلاقات إلى النجاح داخل المنظمة وزيادة الرضا الوظيفي. يُمنح موجهو الأغلبية الفرصة للتعرف على ثقافة وخبرات تعلم الأقلية والتعاطف معها ، ولكن يمكن إعاقة علاقة التوجيه إذا كانوا غير مستعدين لتكييف آرائهم الثقافية. يُنظر إلى أعضاء ثقافة الأغلبية على أنهم أكثر كفاءة بينما يحصل أعضاء ثقافة الأقلية على ائتمان أقل مقابل نفس القدر من العمل ؛ لذلك ، يمكن لمرشد الأغلبية ، بحكم وضعه ، أن يساعد المتعلم الأقلية في الحصول على التقدير والتقدم الوظيفي الذي يستحقه. غالبًا ما يشعر موجهو الأقليات بالضغط للعمل بجدية أكبر من الموجهين الآخرين لإثبات جدارتهم داخل المؤسسة. ومع ذلك ، عند إقرانهم بأغلبية المتعلمين ، تزداد قيمتهم المتصورة تلقائيًا بسبب حالة الأغلبية لأقرانهم فقط. يميل الموجهون من الأقليات إلى نقل الفوائد العاطفية إلى المتعلمين. في دراسة أجريت عام 1958 ، أوضحت مارجريت كوسلر أنه مقابل كل سيدة تنفيذية أجرت مقابلة مع لا تمتلك شركتها الخاصة ، "شيء ما - أو شخص ما - دفعها إلى أعلى السلم بينما توقف الآخرون عند درجة أدنى." خلص كسلر إلى أن العلاقة بين "الراعي والمحمي" (مفردات "الإرشاد" لم تكن شائعة الاستخدام بعد) كانت "الصيغة السحرية" للنجاح. بحلول أواخر سبعينيات القرن الماضي ، أثبتت العديد من المنشورات مركزية الإرشاد في نجاح الأعمال للجميع وخاصة بالنسبة للنساء اللائي يحاولن دخول عالم الأعمال الذي يهيمن عليه الرجال. أشارت هذه المنشورات إلى الفوائد العديدة التي يوفرها الإرشاد ، والتي تضمنت المعلومات الداخلية ، والتعليم ، والإرشاد ، والدعم المعنوي ، والإلهام ، والرعاية ، والحماية ، والترويج ، والقدرة على "تجاوز التسلسل الهرمي" ، وإسقاط "السلطة المنعكسة" للرئيس ، والوصول إلى الفرص غير المرئية بخلاف ذلك ، والوصاية في سياسات الشركات. كما أظهرت الأدبيات قيمة هذه الفوائد: على سبيل المثال أظهر استطلاع أجرته هارفارد بيزنس ريفيو على 1250 من كبار المديرين التنفيذيين نُشر في عام 1979 أن معظم الموظفين الذين تم توجيههم أو رعايتهم ، وأن أولئك الذين تلقوا مثل هذه المساعدة أفادوا بدخل أعلى ، وتعليم أفضل ، ومسارات أسرع للإنجاز ، ورضا وظيفيًا أكثر من أولئك الذين لم يفعلوا ذلك. . أكدت الأدبيات بشكل خاص على ضرورة الإرشاد لنجاح سيدات الأعمال: على الرغم من أن النساء شكلن أقل من 1٪ من المديرين التنفيذيين في استطلاع هارفارد بيزنس ريفيو ، ذكرت كل هؤلاء النساء أنهن تلقين التوجيه. في العقود اللاحقة ، عندما أصبح التوجيه ظاهرة تحظى بتقدير كبير في الولايات المتحدة ، واصلت النساء والأقليات على وجه الخصوص تطوير علاقات التوجيه بوعي أثناء سعيهم للتقدم المهني.
- التوجيه العكسي: بينما يتضمن التوجيه عادةً موظفًا أو قائدًا أكثر خبرة وكبار السن يقدم التوجيه لموظف أصغر سنًا ، يمكن أيضًا استخدام النهج المعاكس. مع ظهور الابتكارات الرقمية وتطبيقات الإنترنت ووسائل التواصل الاجتماعي في العقد الأول من القرن الحادي والعشرين ، قد يكون الموظفون الجدد الأصغر سنًا أكثر دراية بهذه التقنيات من كبار الموظفين في المؤسسات. يمكن للأجيال الشابة مساعدة الأجيال الأكبر سنًا على التوسع والنمو وفقًا للاتجاهات الحالية.
- توجيه نقل المعرفة: يجب أن يكون لدى الموظفين مجموعة معينة من المهارات من أجل إنجاز المهام المطروحة. التوجيه يمكن أن يعلم الموظفين أن يكونوا منظمين. يمكن أن يمنحهم أيضًا إمكانية الوصول إلى خبير يمكنه تقديم التعليقات والإجابة على الأسئلة. قامت Hetty van Emmerik بدراسة مماثلة بحثت في تأثيرات الإرشاد في سياق مواقف العمل الصعبة. تم التوصل إلى العديد من النتائج الرئيسية نتيجة لهذا البحث:
- 1. تم ربط التوجيه بتحسين الأداء الوظيفي (أي الرضا الوظيفي الجوهري والرضا الوظيفي).
- 2. يقلل التوجيه من الارتباط السلبي بين ظروف العمل غير المواتية ونتائج العمل الإيجابية ، مما يجعل العلاقة أقوى لمن ليس لديهم مرشد من أولئك الذين لديهم مرشد.
- 3. وُجد أن التوجيه مرتبط بشكل سلبي بجميع الخصائص الثلاث للإرهاق (الإرهاق العاطفي ، وتبدد الشخصية ، وانخفاض الإنجاز الشخصي).

## البحوث والممارسات المعاصرة في الولايات المتحدة
كرد جزئي على دراسة أجراها دانيال ليفنسون ، قاد بحث في السبعينيات بعض النساء والأمريكيين الأفارقة إلى التساؤل عما إذا كان نموذج "الذكر الأبيض" الكلاسيكي متاحًا أو مألوفًا للأشخاص القادمين الجدد في المنظمات التقليدية للذكور البيض. في عام 1978 ، وصف إدغار شاين الأدوار المتعددة للموجهين الناجحين. حدد سبعة أنواع من أدوار التوجيه في كتابه الديناميكيات المهنية: مطابقة الاحتياجات الفردية والتنظيمية (1978). وقال إن بعض هذه الأدوار تتطلب أن يكون المعلم ، على سبيل المثال ، "مفتتح أبواب وحامي وراعي وقائد".
تشجع أطر القدرة المديرين على توجيه الموظفين. على الرغم من أن المدير يمكنه توجيه موظفيهم ، إلا أنه من المرجح أن يوجهوا الموظفين في أجزاء أخرى من مؤسستهم ، أو الموظفين في البرامج الخاصة (مثل برامج الدراسات العليا والقيادة) ، أو الموظفين في المنظمات الأخرى أو أعضاء الجمعيات المهنية.
يغطي التوجيه مجموعة من الأدوار. إن توضيح هذه الأدوار مفيد ليس فقط لفهم الدور الذي يلعبه الموظف ، ولكن أيضًا لكتابة طلبات العمل.
درس اثنان من طلاب شين ، ديفيس وجاريسون، القادة الناجحين الذين اختلفوا في العرق والجنس. قدم بحثهم أدلة على أدوار: المشجع ، المدرب ، المقرب ، المستشار ، مطور المواهب ، "griot" (المؤرخ الشفوي للمنظمة أو المهنة) ، الوصي ، المعلم ، الإلهام ، السيد ، "فتح الأبواب" ، الراعي ، نموذج يحتذى به ، ورائد ، و "مصدر أساسي" ، و "قائد ناجح" ، ومعلم. ووصفوا ممارسات التوجيه المتعددة التي أطلق عليها منذ ذلك الحين اسم "التوجيه الفسيفسائي" لتمييز هذا النوع من التوجيه عن نهج الموجه الوحيد.
يعتمد توجيه الفسيفساء على مفهوم أن كل شخص تقريبًا يمكنه أداء وظيفة أو أخرى بشكل جيد لشخص آخر - ويمكن أيضًا التعلم على طول أحد هذه الخطوط من شخص آخر. يُنظر إلى النموذج على أنه مفيد للأشخاص "غير التقليديين" في بيئة تقليدية ، مثل الأشخاص غير البيض والنساء في منظمة تقليدية للذكور البيض. وقد لقيت الفكرة استحسانًا في أدبيات التعليم الطبي.

## برامج التعاون
قد تكون برامج التوجيه المؤسسي رسمية أو غير رسمية وتخدم مجموعة متنوعة من الأهداف المحددة ، بما في ذلك التأقلم مع الموظفين الجدد ، وتنمية المهارات ، والاحتفاظ بالموظفين ، وتعزيز التنوع.
تم التحقيق في العلاقة بين التوجيه والالتزام ودوران العمل في دراسة واحدة في جامعة تكساس إيه آند إم. "التوجيه قد يساهم حقًا في درجات أفضل من الالتزام العاطفي والدائم تجاه منظمة" ، وفقًا لنتائج الدراسة. (هوفمان وباين ، 2005).

### البرامج الرسمية
توفر برامج التوجيه الرسمية للموظفين الفرصة للمشاركة في برنامج توجيه منظم. ينضم المشاركون كمرشد أو متعلم أو كليهما من خلال إكمال ملف تعريف التوجيه. يتم إكمال ملفات تعريف التوجيه كنماذج مكتوبة على الورق أو الكمبيوتر أو تعبئتها عبر نموذج عبر الإنترنت كجزء من نظام التوجيه عبر الإنترنت. يتم مطابقة المتعلمين مع موجه من قبل مسؤول البرنامج أو لجنة التوجيه ، أو يمكنهم اختيار موجه ذاتيًا اعتمادًا على تنسيق البرنامج.
يحدث التوجيه غير الرسمي في المنظمات التي تطور ثقافة التوجيه ولكن ليس لديها توجيه رسمي. قد توفر هذه الشركات بعض الأدوات والموارد وتشجع المديرين على قبول طلبات التوجيه من المزيد من الأعضاء المبتدئين في المنظمة.
وجدت دراسة أجريت على 1162 موظفًا أن "الرضا عن علاقة التوجيه كان له تأثير أقوى على المواقف من وجود مرشد ، سواء كانت العلاقة رسمية أو غير رسمية ، أو تصميم برنامج توجيه رسمي". حتى عندما يتم إنشاء علاقة توجيه ، فإن العلاقة الفعلية أكثر أهمية من وجود علاقة.
تقوم شركات Fortune 500 أيضًا بتنفيذ برامج توجيه رسمية على مستوى العالم. نفذت Cardinal Health مبادرة توجيه رسمية على مستوى المؤسسة منذ عام 2011. تشمل المبادرة تسعة برامج توجيه رسمية ، بعضها على مستوى المؤسسة وبعضها يقتصر على قطاعات ووظائف أعمال محددة. تختلف الأهداف باختلاف البرنامج ، حيث يركز بعضها على الموظفين الذين يواجهون تحديات محددة أو معالم مهنية ، بينما يتيح البعض الآخر مزيدًا من التعلم والتطوير المفتوح.

### برامج التوظيف الجديد
يتم إعداد برامج توجيه الموظفين الجدد لمساعدة الموظفين الجدد على التكيف بسرعة أكبر مع المنظمة. في برامج توجيه الموظفين الجدد ، يتم إقران الوافدين الجدد إلى المؤسسة (المتعلمين) مع أشخاص أكثر خبرة (موجهين) من أجل الحصول على معلومات وأمثلة جيدة ومشورة أثناء تقدمهم. يزعم بيفرلي كاي وشارون جوردان إيفانز أن الموظفين الجدد الذين يتم إقرانهم بمرشد يزيد احتمال بقائهم في وظائفهم بمقدار الضعف عن أولئك الذين لا يتلقون الإرشاد.
تعزز علاقات التوجيه هذه النمو الوظيفي وتفيد المرشد والمتعلم على حد سواء: على سبيل المثال ، يمكن للموجه إظهار القيادة من خلال التدريس ؛ تتلقى المنظمة موظفًا تم تشكيله من خلال ثقافة المنظمة وعملها لأنهم كانوا تحت إشراف عضو متمرس ؛ ويمكن للمتعلم التواصل ، والاندماج بشكل أسهل في المنظمة ، واكتساب الخبرة والمشورة. يقول كل من دونالين بومبر وجوناثان آدامز إن "الانضمام إلى شبكة المرشد وتطوير شبكة خاصة به هو أمر أساسي للتقدم" ، وهو ما يفسر على الأرجح لماذا يميل المرشدون إلى العمل بشكل جيد في مؤسساتهم.
في الإطار التنظيمي ، التوجيه عادة "يتطلب معرفة غير متكافئة" ، ولكن عملية الإرشاد يمكن أن تختلف. يصف Bullis عملية التوجيه في شكل نماذج المرحلة. في البداية ، "يثبت المتدرب أنه يستحق وقت وطاقة المرشد". ثم تحدث الزراعة التي تتضمن "التدريب ... تتطور الرابطة الشخصية القوية بين المرشد والمتدرب". بعد ذلك ، في مرحلة الانفصال ، "يتمتع المتدرب بمزيد من الاستقلالية". في نهاية المطاف ، هناك المزيد من المساواة في العلاقة ، والتي وصفها Bullis بإعادة تعريف.

### برامج عالية الإمكانات
تُستخدم برامج التوجيه عالية الإمكانات لتهيئة الموظفين الصاعدين الذين يُعتقد أن لديهم القدرة على الارتقاء إلى الأدوار القيادية أو التنفيذية. يتم إقران الموظف (المتعلم) مع قائد رفيع المستوى (أو قادة) لسلسلة من تفاعلات التدريب المهني. تميل هذه البرامج إلى أن تكون أصغر من برامج التوجيه العامة ويمكن اختيار المتعلمين الذين يستوفون قائمة المعايير للمشاركة. هناك طريقة أخرى للتوجيه عالي الإمكانات وهي وضع الموظف في سلسلة من الوظائف في مناطق متباينة من المنظمة (مثل الموارد البشرية والمبيعات وإدارة العمليات وما إلى ذلك) لفترات قصيرة من الوقت ، حتى يتمكنوا من التعلم في أيدي- حول ، بطريقة عملية ، حول هيكل المنظمة وثقافتها وأساليبها.

## نهج المطابقة

### المطابقة حسب اللجنة
تتم مطابقة المتعلمين مع الموجهين من قبل لجنة التوجيه المعينة التي تتكون عادة من أعضاء كبار في مجموعة التدريب والتعلم والتطوير و / أو أقسام الموارد البشرية. المطابقات بناءً على مجالات التطوير ونقاط قوة المرشد والخبرة الشاملة ومجموعة المهارات والموقع والأهداف.

### المطابقة من خلال تقنية المطابقة الذاتية
يمكن استخدام تقنية التوجيه ، التي تعتمد عادةً على برامج الكمبيوتر ، لتسهيل التطابقات مما يسمح للمتعلمين بالبحث عن مرشد واختياره بناءً على تطويرهم واحتياجاتهم التدريبية واهتماماتهم. تزيد هذه المنهجية التي يحركها المتعلم من سرعة إجراء المطابقات وتقليل مقدار الوقت الإداري المطلوب لإدارة البرنامج. تزداد جودة المباريات مع برامج المطابقة الذاتية لأن التوجيه يكون أكثر نجاحًا عندما يشارك المتعلم في اختيار معلمه. تتوفر مجموعة متنوعة من برامج تكنولوجيا التوجيه عبر الإنترنت التي يمكن استخدامها لتسهيل عملية المطابقة التي يقودها المتدرب.

### سرعة الشبكات
في الشبكات السريعة ، يتم تقديم الموجهين والمتعلمين لبعضهم البعض في جلسات قصيرة ، مما يسمح لكل شخص بمقابلة المباريات المحتملة في إطار زمني قصير جدًا. تحدث الشبكات السريعة كحدث لمرة واحدة لكي "يلتقي الأشخاص بالموجهين المحتملين لمعرفة ما إذا كان هناك ما يناسب مشاركة طويلة المدى".

### توجيه التقارير المباشرة
يمكن اعتبار توجيه التقارير المباشرة شكلاً من أشكال القيادة التحويلية ، وتحديداً تلك الخاصة بالاعتبار الفردي.

## في التعليم
يتضمن التوجيه في التعليم علاقة بين شخصين حيث يلعب المرشد دورًا داعمًا واستشاريًا للطالب ، المتعلم. هذه العلاقة تعزز "تنمية ونمو مهارات ومعارف هؤلاء من خلال تجربة الأول".
الإرشاد أمر بالغ الأهمية للتعليم عالي الجودة لأنه يعزز التنمية الفردية والنمو مع ضمان "نقل" المهارات والمعايير المهنية للجيل القادم.
في العديد من المدارس الثانوية وما بعد الثانوية ، يتم تقديم برامج الإرشاد لدعم الطلاب في إكمال البرنامج ، وبناء الثقة ، والانتقال إلى التعليم الإضافي أو القوى العاملة. هناك أيضًا برامج توجيه الأقران المصممة خصيصًا لجلب السكان ناقص التمثيل إلى العلوم والهندسة.

### الصمود
إن التركيز المحدد لتوجيه الشباب الذي يعالج القضايا التي تتسبب في عدم تحصيل الطلاب في التعليم مع إعدادهم في نفس الوقت للتعامل مع الظروف الصعبة التي يمكن أن تؤثر على حياتهم في المستقبل وتغير نجاحهم هو تعزيز المرونة. تم العثور على المرونة لتكون طريقة مفيدة عند العمل مع طلاب من خلفيات اجتماعية اقتصادية منخفضة والذين غالبًا ما يواجهون أزمات أو تحديات ويعانون من صدمات معينة. يتأثر التعليم وأداء الطلاب وإنجازهم في المدرسة بشكل مباشر بهذه التحديات ، لذا فإن بعض المواقف النفسية والبيئية السلبية التي يواجهها الطلاب من خلفيات اجتماعية واقتصادية أقل بشكل غير متناسب توفر إطارًا لشرح فجوة التحصيل. لا توفر المرونة حلاً للصراعات والصدمات التي يمر بها هؤلاء الطلاب ، ولكنها تركز بدلاً من ذلك على منحهم الأدوات اللازمة للتكيف مع هذه المواقف والاستجابة لها بطرق تتجنب النتائج السلبية وتمكنهم من النمو بشكل أقوى والتعلم من التجربة .

### عوامل الحماية وعوامل الخطر
عوامل الحماية "تعدل أو تحول الاستجابات للأحداث السلبية حتى يتجنب [الطلاب] النتائج السلبية" وتشجع على تنمية المرونة. يمكّن تطورهم الطلاب من تطبيقها على التحديات والانخراط فيها بشكل إيجابي لا يؤثر سلبًا على تعليمهم أو حياتهم الشخصية أو نجاحاتهم. تتضمن الأمثلة على عوامل الحماية هذه التي حددها Reis و Colbert و Hebert في دراستهم التي استمرت ثلاث سنوات للطلاب المحرومين اقتصاديًا والمتنوعين عرقيًا "الكبار الداعمين ، والصداقات مع الطلاب الآخرين ، وفرصة الحصول على مرتبة الشرف والفصول المتقدمة ، والمشاركة في العديد من الأنشطة اللامنهجية على حد سواء بعد المدرسة وأثناء الصيف ، تطوير إيمان قوي بالذات ، وطرق للتعامل مع الجوانب السلبية لمدرستهم وبيئتهم الحضرية والعائلية. " من ناحية أخرى ، تعيق عوامل الخطر قدرة الطالب للانخراط بشكل إيجابي في تحدياتهم وفي كثير من الحالات منع هؤلاء الطلاب من تحقيق نفس المستوى مثل الطلاب الذين لا يواجهون نفس المواقف ، ويمكن أن تشمل مأساة الأسرة ، وجود شقيق أكبر منه يتورط في المخدرات و / أو الكحول ، والأسرة عدم الاستقرار والألم الشخصي والفشل الأكاديمي. "مثلما قد تحدث عوامل الخطر وضغوطات الطفولة معًا داخل مجموعة سكانية معينة أو خلال فترة نمو معينة ، فمن المحتمل أيضًا أن تحدث عوامل الحماية معًا إلى حد ما."

### الاستشارة والتوجيه
غالبًا ما لا يحظى الطلاب ذوو التحصيل الدراسي الذين يأتون من بيئات مليئة بعوامل الخطر بدعم ضئيل ، لذلك يمكن أن يكون دور المعلمين مفيدًا للطلاب إذا امتد إلى ما هو أبعد من الهياكل الأساسية داخل الفصل الدراسي. في هذه البيئات ، غالبًا ما يتعرض الطلاب لتفاعلات قسرية ، لذا فإن التبادلات الإيجابية والشخصية والمتناغمة بين الطالب والشخصية الداعمة يمكن أن تساعد في تطوير الصفات التكيفية. يقوم المعلمون الذين يرون الطلاب على أنهم موهوبون ويهتمون بهم كأفراد من خلال إقامة علاقة حقيقية بأدوارهم الإضافية كموجه ومدافع - وهو نظام دعم عائلي إضافي يمكن أن يكون بمثابة عامل حماية إضافي. يمكن أن يساعد الشخص البالغ الداعم في تقليل التأثير السلبي لبعض الأحداث وعوامل الخطر مع تقوية العوامل الإيجابية التي تساعدهم على التأقلم بشكل فعال. تتضمن بعض المكونات التي تسهل تنمية المرونة عندما تقترن بعلاقة قوية بين البالغين والطلاب برامج ما بعد المدرسة ، والفصول الأكثر تحديًا ، وبرامج دعم الأقران ، والبرامج الصيفية ، وبرامج الموهوبين. من خلال التعرف على الطلاب بشكل أفضل - خاصة حياتهم المنزلية والظروف الفردية - يمكن للمدرسين والمرشدين تقديم دعم محدد لكل طالب من خلال النظر إلى ما وراء خلفياتهم المحرومة ، والاعتراف بقدراتهم ، ورعاية نقاط قوتهم ، والحفاظ على توقعات عالية.

### المدربين التعليميين
المدربون التعليميون هم مدرسون أو مديرو سابقون أظهروا فعالية في عملهم التدريسي أو القيادة ويخضعون لتدريب إضافي لمعرفة المزيد عن المهارات الفنية اللازمة ليكونوا مدربًا فعالاً. في كتابها The Art of Coaching ، توصي إيلينا أغيلار بأن المدرب "يجب أن يكون مدرسًا فعالًا لمدة خمس سنوات على الأقل". على الرغم من أن المهارات التي كانت فعالة في الفصل الدراسي مطلوبة ، يجب أن يكون المدرب واثقًا أيضًا في العمل مع البالغين وأن يجلب مهارات الاستماع والتواصل وتحليل البيانات القوية إلى منصب التدريب. في نهاية المطاف ، فإن المدرب التعليمي هو مدرس سابق كان ناجحًا في الفصل ويحظى بالاحترام في هذا المجال ، مع استمرار الاحترام في هذا المنصب الجديد.

### النشاطات
يعمل المدربون بشكل فردي مع المعلمين أو في مجموعة صغيرة مع المعلمين لبناء إنجازات الطلاب في الفصل بناءً على البيانات التي تم جمعها ومناقشتها من قبل المعلمين أو المدربين. وفقًا لميليندا مانجين وكايلوني دونسمور ، قد تتضمن نماذج التدريب التعليمي "التدريب المعرفي ، والإشراف السريري ، وتدريب الأقران والتوجيه ، والتدريب الرسمي لمحو الأمية ، والتدريب غير الرسمي ، أو النموذج المختلط." كموجهين للبيانات ، وطالب ، وإداري ، ومدربين يعملون مع مدرسين فرديين أو مع مجموعات من المعلمين ". في النهاية ، تم تصميم أدوار التوجيه لزيادة قدرة المعلم ودفع تحسين المعلم من خلال فرص التعلم. يتم تضمين التدريب التعليمي في عمل المعلم ؛ بمعنى آخر ، يعمل المدرب مع المعلم طوال العام الدراسي ويلتقي خلال اليوم الدراسي مع المعلم فيما يتعلق بالدروس الحالية والتخطيط والملاحظات والبيانات التي تم جمعها. المناقشات بين المدرب التعليمي والمعلم مبنية على الاحترام المتبادل وعلاقة الثقة من خلال السرية. بشكل عام ، يهدف التدريب التعليمي إلى أن يكون بمثابة تطوير مهني للمعلم.
تتمثل المسؤولية الرئيسية للمدرب في تغيير ممارسة المعلم وبناء معرفته على "مواد وبرامج ومبادرات تعليمية جديدة". يمكن أن يأتي هذا التطور المهني من المناقشة والدروس النموذجية والاستراتيجيات التعليمية. تعد ملاحظات المعلم إحدى أقوى الطرق التي يمكن للمدربين من خلالها وضع البيانات من أجل التغيير أمام المعلمين. يساعد قيام المدربين بإجراء الملاحظات وجمع البيانات لاستخلاص المعلومات مع المعلمين في تسهيل تحسين المعلم.

### الفعالية
وفقًا لدراسة بحثية استمرت ثلاث سنوات أجراها معهد بنسلفانيا للتدريب التعليمي ، كانت هناك زيادة في نجاح الطلاب عندما تم استخدام التدريب التعليمي في الفصل الدراسي. لا يمكن اعتبار هذا مجرد "تدريب تعليمي" بمعزل عن العوامل الأخرى. يؤكد نموذج التدريب على الاستخدام المتزامن لأربع استراتيجيات: مشاركة المعلم واحدًا لواحد ؛ وممارسات محو الأمية القائمة على الأدلة المطبقة في جميع المناهج الدراسية ؛ وتحليلات البيانات ؛ والتفكير في الممارسة. شارك المعلمون ما يلي:
- صرح 91 بالمائة من المعلمين الذين تم تدريبهم بانتظام أن المدربين ساعدوهم على فهم استراتيجيات التدريس الجديدة واستخدامها.
- قال تسعة وسبعون في المائة من المعلمين الذين تم تدريبهم بانتظام إن مدربهم لعب دورًا مهمًا في تحسين التدريس والممارسة في الفصول الدراسية.
- أفاد المعلمون الذين تم تدريبهم بشكل منتظم على انفراد بما يلي:
- قاموا بإجراء تغييرات كبيرة في ممارساتهم التعليمية.
- كان طلابهم أكثر انخراطًا في الفصل وكانوا متحمسين للتعلم.
- زاد الحضور بشكل كبير في فصولهم.
- بالإضافة إلى ذلك ، "يُعتقد أن نموذج التطوير المهني الأكثر فاعلية يتضمن أنشطة متابعة ، عادةً في شكل دعم طويل الأمد ، أو تدريب في فصول المعلمين ، أو تفاعل مستمر مع الزملاء". في معظم الحالات ، يمكن أن يوفر التدريب التعليمي هذا الدعم ويلبي هذا التعريف للتطوير المهني الفعال.

### الدعم الإداري
يذكر أجيلار أنه يجب أيضًا أن يكون هناك دعم من الإدارة حول التدريب التعليمي لمواءمة عمل المدرب والمعلم مع مهمة المدرسة أو رؤيتها.يركز Jim Knight على الشراكة مع المدير كونها في صميم التدريب الناجح ويوضح أن المدير والمدرب يحتاجان إلى التوافق في أهدافهما من التدريب. إذا كانت لديهم نتائج مرغوبة مختلفة للتدريس ، فسيستقبل المعلم رسائل مختلطة وسيقع بين التحسن والتوقف. يقترح أغيلار أن يسأل المدربون باستمرار عن أهداف المدرسة بالإضافة إلى خطوات العمل لإدخال التدريب اليومي لتحقيقها.

### استراتيجيات تعتمد على البيانات
يعتبر اعتقاد نايت في استخدام البيانات أمرًا بالغ الأهمية لتحسين المعلم أثناء جلسات التدريب. يشاركك كيف أن إبداء الآراء وإخبار المعلم بكيفية التحسين يوقف التعلم للمعلم ؛ بدلاً من ذلك ، فإنه يخلق حاجزًا بين المدرب والمعلم ويجعل المعلم يتوقع أن يتلقى التعليمات طوال العملية.

### بناء العلاقات
العلاقة والثقة بين المدرب والمستفيد عنصران حاسمان في التدريب. يمكن للمدرب الذي يتمتع بمعرفة محددة بالمحتوى ويحترم في مجال التدريس للمعلم أن يساعد في بناء الثقة. طريقة أخرى لبناء هذه الثقة هي من خلال السرية. بالإضافة إلى بناء العلاقات ، من المهم السماح للمستفيد بالشعور بالراحة عند التحدث إلى مدربه حول أي شيء. يعد بدء محادثة تدريبية حول أداء المستفيد مهمًا أيضًا لبناء العلاقات.

### المحتوى والمعرفة التربوية
وفقًا لنيلسون وساسي ، "يجب دمج معرفة العملية التربوية ومعرفة المحتوى" في كل من فهم التدريس ومراقبة التدريس. على سبيل المثال ، يجب على المدرب التعليمي الذي يعمل مع مدرس الرياضيات أن يعرف أن "الجهود الحالية لإصلاح تعليم الرياضيات مبنية على فكرة أن الأفكار في موضوع ما ، والطرق التي يعمل بها الطلاب والمعلمون مع الأفكار ، مهمة". مطلوب معرفة تربوية عميقة ومعرفة محددة بالمحتوى العميق للمعلم ليثق في المدرب وللمدرب ليكون قادرًا على التدخل وتولي دور المعلم.
المعرفة التي يحتاجها المدربون ليكونوا فعالين تشمل المحتوى والمعرفة التربوية. يستخدم Aguilar سلم الاستدلال للسماح للمدربين بتقييم أفكارهم ، وفي النهاية يستخدم هذا السلم لمساعدة المديرين والمعلمين على تقييم معتقداتهم قبل القفز إلى الافتراضات. يمكن أن تتغير مناهج التدريس وإدارة الفصل ومعرفة المحتوى.

## التوجيه المختلط
التوجيه المختلط هو تطبيق تكنولوجيا المعلومات في برنامج التوجيه التقليدي ، ويهدف إلى إعطاء الفرصة للاستشارات المهنية وخدمات التطوير لاعتماد التوجيه في ممارساتهم القياسية. بالمقارنة مع شكل صارم من التوجيه الإلكتروني حيث يتم التواصل بين المرشد والمتعلم إلكترونيًا ، والنموذج التقليدي للتوجيه وجهًا لوجه ، وجد أن التوجيه المدمج يزيد من رضا الطلاب (والذي يرتبط بطبيعته بالفعالية) من خلال الجمع بين جلسات التوجيه الجماعي عبر الإنترنت والاجتماعات الفردية وجهًا لوجه مع المرشد. من خلال دمج تكنولوجيا المعلومات مع طريقة التوجيه التقليدية ، يمكن للطلاب الاستفادة من تقنيات التوجيه الإلكتروني أثناء تلقي المشورة المباشرة والشخصية من الطريقة التقليدية.

## توجيه الأعمال
يختلف توجيه الأعمال عن التدريب المهني: يقدم مرشد الأعمال التوجيه لصاحب العمل أو رائد الأعمال في مجال الأعمال التجارية ، بينما يتعلم المتدرب التجارة من خلال العمل في الوظيفة مع "صاحب العمل".
حققت مراجعة الأدبيات لعام 2012 من قبل EPS-PEAKS في توجيه الأعمال ، وركزت بشكل أساسي على منطقة الشرق الأوسط وشمال إفريقيا. وجدت المراجعة أدلة قوية تشير إلى أن توجيه الأعمال يمكن أن يكون له فوائد حقيقية لرواد الأعمال ، لكنه يسلط الضوء على بعض العوامل الرئيسية التي يجب مراعاتها عند تصميم برامج التوجيه ، مثل الحاجة إلى الموازنة بين النهج الرسمية وغير الرسمية والتوفيق بين الموجهين والمتعلمين بشكل مناسب.

## إطار الكأس للتوجيه
إطار عمل الكأس هو شكل من أشكال التعلم حول علاقة المرشد والمتدرب. هناك عاملان يجب مراعاتهما فيما يتعلق بالمتدرب في هذا الإطار: المحتوى والسياق. يُشار إلى المدخلات التي يستوعبها المتدرب على أنها محتوى. هذه معلومات عن مهنتهم وحياتهم وأشياء أخرى يستوعبونها ويعالجونها ويفهمونها باستمرار خلال اليوم. يشار إلى قدرة المتدرب على فهم واستيعاب المعلومات على أنها سياق.
يمكن استخدام إطار عمل الكأس لإنشاء ثقافة تنظيمية تقدر نمو الموظفين وتشجعه ، بالإضافة إلى السماح للموجهين بالشعور بالرضا في أدوارهم دون الحاجة إلى استثمار الكثير من الوقت والاهتمام بعيدًا عن عملهم.